# Associazione donne ebree d'Italia
Associazione donne ebree d'Italia (ADEI) är en judisk kvinnoorganisation i Italien, grundad 1927.
Ursprungligen grundades ADEI som en anti-fascistisk feministisk kvinnoorganisation för judiska feminister som ogillade fascismens konservativa könsroller. När Italiens ledare Benito Mussolini införde antisemitiska lagar 1938 växlade föreningens verksamhet till att mer specifikt ägna sig åt hjälparbete för judar och judiska flyktingar och vårda den judiska identiteten under förföljelse. 
Föreningen upplöstes under den tyska ockupationen 1943. Den återuppstod vid Italiensk befrielse 1944. Den ägnade sig åt hjälparbete för främst judiska personer efter krigsslutet. 
ADEI ägnar sig specifikt åt verksamhet kopplade till judisk identitet för främst kvinnor och barn, såsom judisk utbildning av barn och unga eller välfärdsarbete inom samhället. Med skapandet av staten Israel stärktes banden med världens sionistiska föreningar och föreningen tog officiellt namnet ADEI-WIZO. Det organiserar kulturella och andra aktiviteter och med stöd- och stödprojekt för kvinnor, barn och äldre.